# Aerobryopsis parisii
Aerobryopsis parisii là một loài Rêu trong họ Meteoriaceae. Loài này được (Cardot) Broth. miêu tả khoa học đầu tiên năm 1906.